# Ephraim Amu
Ephraim Amu (13 septembre 1899 – 2 janvier 1995) est un compositeur, musicologue et enseignant ghanéen.

## Biographie

### Enfance et formation
Il nait le vendredi 13 septembre 1899 à Peki-Avetile (aussi appelé Abenase) dans la partie traditionnelle Peki de la région de la Volta. Son père est Stephen Amuyaa, un sculpteur sur bois surnommé Papa Stefano. Sa mère est Sarah Akoram Ama. Il est baptisé par le Révérend Rudolf Mallet le 22 octobre 1899.
Amu commence à aller à l'école en mai 1906 et entre à 12 ans au collège E.P. Boarding de Peki-Blengo, où il montre beaucoup d'intérêt pour la musique et l'agriculture. Selon lui, il appréciait la musique jouée durant les célébrations à l'église, quand le professeur de musique, Mr Karl Theodore Ntem, jouait sur l'orgue. Amu et lui conclurent un accord, dans lequel Amu apprenait à jouer de l'orgue en échange d'un travail hebdomadaire à la ferme de Mr Ntem.

### Œuvre et musique
Amu a composé de nombreux morceaux de musique, parmi lesquels :
- Fare thee wel
- Mawo do na Yesu
- Nkwagye Dwom
- Dwonto
- Yetu Osa
- Israel Hene
- Onipa da wo ho so
- Yaanom Abibirimma
- Yen Ara Asase Ni
- Adawura abo me
- Amansuo
- Ale-gbegbe
- Mia denyigba lolo la

Amu est particulièrement connu pour son utilisation de l'atenteben, une flûte traditionnelle ghanéenne en bambou ; il a promu et popularisé l'instrument à travers le pays, et composa de la musique pour lui.
La chanson Yen Ara Asase Ni a inspiré Theodosia Okoh pour dessiner le drapeau du Ghana indépendant.
Le samedi 27 mars 1965, l'Université du Ghana lui conféra le titre honoraire de  Doctor of Music.

## Fondation Ephraim Amu
La Fondation Ephraim Amu (Ephraim Amu Foundation) a été créée en 2004.